# Enicospilus gallegosi
Enicospilus gallegosi är en stekelart som beskrevs av Ian D. Gauld 1988. Enicospilus gallegosi ingår i släktet Enicospilus och familjen brokparasitsteklar. Inga underarter finns listade i Catalogue of Life.